# 科維里亞利區
科維里亞利區（西班牙語：Distrito de Coviriali）是秘魯的一個區，位於該國中部胡寧大區的薩蒂波省，始建於1965年3月26日，面積145.13平方公里，海拔高度700米，2005年人口4,033，人口密度每平方公里28人。